# Sam Flint
Samuel A. Ethridge Flint, detto Sam (Contea di Gwinnett, 19 ottobre 1882 – Woodland Hills, 17 ottobre 1980), è stato un attore statunitense.
È apparso in quasi 300 film dal 1933 al 1968 ed ha recitato in più di 60 produzioni per la televisione dal 1951 al 1967.

## Biografia
Sam Flint nacque nella contea di Gwinnett, in Georgia, il 19 ottobre 1882. Iniziò a lavorare come attore in teatro. Debuttò al cinema agli inizi degli anni trenta e in televisione agli inizi anni 50. Il grande schermo lo vide interprete di moltissimi personaggi di supporto. Spesso interpretava personaggi autorevoli come medici, uomini d'affari o banchieri. Per il teleschermo vanta una lunga serie di partecipazioni a serie televisive. Interpretò tra gli altri, Jewitt in 27 episodi della serie Le leggendarie imprese di Wyatt Earp dal 1955 al 1956 (più altri episodi con altri ruoli) e Mr. Armstead in cinque episodi della serie Papà ha ragione dal 1956 al 1959.
Continuò la sua carriera per gli schermi televisivi impersonando una miriade di ruoli minori e inanellando una serie di apparizioni da guest star in decine di episodi di serie televisive, dall'epoca d'oro della televisione statunitense fino agli anni 60. Recitò anche in ruoli diversi in più di un episodio, come in quattro episodi di Four Star Playhouse, otto episodi di Annie Oakley, quattro episodi di Cheyenne e quattro episodi di Perry Mason. La sua carriera televisiva terminò con l'episodio Death Has Two Faces della serie Iron Horse trasmesso nel 1967 mentre, secondo Imdb, l'ultimo ruolo che interpretò per il cinema fu quello non accreditato nel film del 1968 Sogni perduti. Morì a Woodland Hills, in California, il 17 ottobre 1980.

## Filmografia

### Cinema
- Sensation Hunters, regia di Charles Vidor (1933)
- The Devil's Mate, regia di Phil Rosen (1933)
- Sogni infranti (Broken Dreams), regia di Robert G. Vignola (1933)
- Ace of Aces, regia di J. Walter Ruben (1933)
- Mr. Skitch, regia di James Cruze (1933)
- One Is Guilty, regia di Lambert Hillyer (1934)
- The Murder in the Museum, regia di Melville Shyer (1934)
- Such Women Are Dangerous, regia di James Flood (1934)
- Money Means Nothing, regia di Christy Cabanne (1934)
- Compagni d'allegria (The Old Fashioned Way), regia di William Beaudine (1934)
- I Give My Love, regia di Karl Freund (1934)
- Pura al cento per cento (The Girl from Missouri), regia di Jack Conway e Sam Wood (1934)
- Incatenata (Chained), regia di Clarence Brown (1934)
- Death on the Diamond, regia di Edward Sedgwick (1934)
- Belle of the Nineties, regia di Leo McCarey (1934)
- Wake Up and Dream, regia di Kurt Neumann (1934)
- Student Tour, regia di Charles Reisner (1934)
- Tomorrow's Youth, regia di Charles Lamont (1934)
- Mrs. Wiggs of the Cabbage Patch, regia di Norman Taurog (1934)
- L'amante sconosciuta (Evelyn Prentice), regia di William K. Howard (1934)
- I'll Fix It, regia di Roy William Neill (1934)
- Strettamente confidenziale (Broadway Bill), regia di Frank Capra (1934)
- Fugitive Lady, regia di Albert S. Rogell (1934)
- La morte azzurra (The Best Man Wins), regia di Erle C. Kenton (1935)
- Helldorado, regia di James Cruze (1935)
- The County Chairman, regia di John G. Blystone (1935)
- Ali nel buio (Wings in the Dark), regia di James Flood (1935)
- The Winning Ticket, regia di Charles Reisner (1935)
- The Mystery Man, regia di Ray McCarey (1935)
- Tutta la città ne parla (The Whole Town's Talking), regia di John Ford (1935)
- Pattuglia allarme (Car 99), regia di Charles Barton (1935)
- In Spite of Danger, regia di Lambert Hillyer (1935)
- It Happened in New York, regia di Alan Crosland (1935)
- I'll Love You Always, regia di Leo Bulgakov (1935)
- Tentazione bionda (Reckless), regia di Victor Fleming (1935)
- Mister Dynamite, regia di Alan Crosland (1935)
- Signora vagabonda (Vagabond Lady), regia di Sam Taylor (1935)
- The Awakening of Jim Burke, regia di Lambert Hillyer (1935)
- People Will Talk, regia di Alfred Santell (1935)
- Chinatown Squad, regia di Murray Roth (1935)
- Pursuit, regia di Edwin L. Marin (1935)
- I crociati (The Crusades), regia di Cecil B. DeMille (1935)
- Atlantic Adventure, regia di Albert S. Rogell (1935)
- Anna Karenina, regia di Clarence Brown (1935)
- L'uomo dai diamanti (Diamond Jim), regia di A. Edward Sutherland (1935)
- Il re dell'Opera (Metropolitan), regia di Richard Boleslawski (1935)
- La terra promessa (The New Frontier), regia di Carl Pierson (1935)
- Grand Exit, regia di Erle C. Kenton (1935)
- L'oro di Picano Valley (Lawless Range), regia di Robert N. Bradbury (1935)
- Another Face, regia di Christy Cabanne (1935)
- Le due città (A Tale of Two Cities), regia di Jack Conway e Robert Z. Leonard (1935)
- Hit-and-Run Driver, regia di Edward L. Cahn (1935) - Corto
- My Marriage, regia di George Archainbaud (1936)
- A Face in the Fog, regia di Robert F. Hill (1936)
- La banda dei razziatori (The Lawless Nineties), regia di Joseph Kane (1936)
- Red River Valley, regia di B. Reeves Eason (1936)
- Occhioni scuri (Big Brown Eyes), regia di Raoul Walsh (1936)
- Florida Special, regia di Ralph Murphy (1936)
- Champagne Charlie, regia di James Tinling (1936)
- Il sentiero solitario (The Lonely Trail), regia di Joseph Kane (1936)
- The Crime of Dr. Forbes, regia di George Marshall (1936)
- Una diligenza per l'Ovest (Winds of the Wasteland), regia di Mack V. Wright (1936)
- La moglie del nemico pubblico (Public Enemy's Wife), regia di Nick Grinde (1936)
- La freccia avvelenata (Charlie Chan at the Race Track), regia di H. Bruce Humberstone (1936)
- Wives Never Know, regia di Elliott Nugent (1936)
- Two Minutes to Play, regia di Robert F. Hill (1936)
- Along Came Love, regia di Bert Lytell (1936)
- The Accusing Finger, regia di James Hogan (1936)
- Red Lights Ahead, regia di Roland D. Reed (1936)
- The Devil Diamond, regia di Leslie Goodwins (1937)
- Man of the People, regia di Edwin L. Marin (1937)
- Blake of Scotland Yard, regia di Robert F. Hill (1937)
- Breezing Home, regia di Milton Carruth (1937)
- I demoni del mare (Sea Devils), regia di Benjamin Stoloff (1937)
- Dick Tracy, regia di Alan James e Ray Taylor (1937)
- Midnight Court, regia di Frank McDonald (1937)
- Her Husband Lies, regia di Edward Ludwig (1937)
- La guarnigione innamorata (23 1/2 Hours Leave), regia di John G. Blystone (1937)
- Racketeers in Exile, regia di Erle C. Kenton (1937)
- Jim Hanvey, Detective, regia di Phil Rosen (1937)
- I Promise to Pay, regia di D. Ross Lederman (1937)
- You Can't Buy Luck, regia di Lew Landers (1937)
- Criminals of the Air, regia di Charles C. Coleman (1937)
- It Could Happen to You, regia di Phil Rosen (1937)
- La via dell'impossibile (Topper), regia di Norman Z. McLeod (1937)
- Saratoga, regia di Jack Conway (1937)
- Windjammer, regia di Ewing Scott (1937)
- Sea Racketeers, regia di Hamilton MacFadden (1937)
- Roaring Six Guns, regia di J.P. McGowan (1937)
- Smashing the Vice Trust, regia di Melville Shyer (1937)
- Gioia di vivere (Merrily We Live), regia di Norman Z. McLeod (1938)
- Pattuglia eroica (State Police), regia di John Rawlins (1938)
- Muraglia inviolabile (Over the Wall), regia di Frank McDonald (1938)
- The Last Stand, regia di Joseph H. Lewis (1938)
- Female Fugitive, regia di William Nigh (1938)
- The Fighting Devil Dogs, regia di John English e William Witney (1938)
- Delinquent Parents, regia di Nick Grinde (1938)
- Non uccidere (Crime Takes a Holiday), regia di Lewis D. Collins (1938)
- Forgotten Girls, regia di Phil Rosen (1940)
- Saturday's Children, regia di Vincent Sherman (1940)
- I Take This Oath, regia di Sam Newfield (1940)
- The Way of All Flesh, regia di Louis King (1940)
- Double Date, regia di Glenn Tryon (1941)
- The Singing Hill, regia di Lew Landers (1941)
- Under Fiesta Stars, regia di Frank McDonald e George Sherman (1941)
- Flying Blind, regia di Frank McDonald (1941)
- Helping Hands, regia di Edward L. Cahn - cortometraggio (1941)
- Tuxedo Junction, regia di Frank McDonald (1941)
- Marry the Boss's Daughter, regia di Thornton Freeland (1941)
- Road to Happiness, regia di Phil Rosen (1941)
- South of Santa Fe, regia di Joseph Kane (1942)
- Vento selvaggio (Reap the Wild Wind), regia di Cecil B. DeMille (1942)
- Shepherd of the Ozarks, regia di Frank McDonald (1942)
- Spy Smasher, regia di William Witney (1942)
- Hello, Annapolis, regia di Charles Barton (1942)
- The Old Homestead, regia di Frank McDonald (1942)
- Wildcat, regia di Frank McDonald (1942)
- Terra di conquista (American Empire), regia di William C. McGann (1942)
- The Traitor Within, regia di Frank McDonald (1942)
- Mountain Rhythm, regia di Frank McDonald (1943)
- Thundering Trails, regia di John English (1943)
- Cyclops il vampiro (Dead Men Walk), regia di Sam Newfield (1943)
- My Son, the Hero, regia di Edgar G. Ulmer (1943)
- Chatterbox, regia di Joseph Santley (1943)
- Swing Your Partner, regia di Frank McDonald (1943)
- Dixie, regia di A. Edward Sutherland (1943)
- The Stranger from Pecos, regia di Lambert Hillyer (1943)
- Batman, regia di Lambert Hillyer (1943)
- The Masked Marvel, regia di Spencer Gordon Bennet (1943)
- La città rubata (The Kansan), regia di George Archainbaud (1943)
- Outlaws of Stampede Pass, regia di Wallace Fox (1943)
- False Colors, regia di George Archainbaud (1943)
- The Crime Doctor's Strangest Case, regia di Eugene Forde (1943)
- The Phantom, regia di B. Reeves Eason (1943)
- Casanova in Burlesque, regia di Leslie Goodwins (1944)
- La casa della morte (Lady in the Death House), regia di Steve Sekely (1944)
- Fascino (Cover Girl), regia di Charles Vidor (1944)
- Showboat Serenade, regia di Edward Salven (1944)
- Il fabbricante di mostri (The Monster Maker), regia di Sam Newfield (1944)
- La donna e il mostro (The Lady and the Monster), regia di George Sherman (1944)
- Gambler's Choice, regia di Frank McDonald (1944)
- La storia del dottor Wassel (The Story of Dr. Wassell), regia di Cecil B. DeMille (1944)
- The Contender, regia di Sam Newfield (1944)
- Charlie Chan in The Chinese Cat, regia di Phil Rosen (1944)
- Boss of Boomtown, regia di Ray Taylor (1944)
- Stars on Parade, regia di Lew Landers (1944)
- Take It Big, regia di Frank McDonald (1944)
- Man from Frisco, regia di Robert Florey (1944)
- Goodnight, Sweetheart, regia di Joseph Santley (1944)
- Mister Winkle va alla guerra (Mr. Winkle Goes to War), regia di Alfred E. Green (1944)
- Silver City Kid, regia di John English (1944)
- Allergic to Love, regia di Edward C. Lilley (1944)
- Wilson, regia di Henry King (1944)
- Il matrimonio è un affare privato (Marriage Is a Private Affair), regia di Robert Z. Leonard (1944)
- Goin' to Town, regia di Leslie Goodwins (1944)
- Lights of Old Santa Fe, regia di Frank McDonald (1944)
- The Missing Juror, regia di Budd Boetticher (1944)
- Song of the Range, regia di Wallace Fox (1944)
- Ancora insieme (Together Again), regia di Charles Vidor (1944)
- L'uomo ombra torna a casa (The Thin Man Goes Home), regia di Richard Thorpe (1945)
- She Gets Her Man, regia di Erle C. Kenton (1945)
- A Guy, a Gal and a Pal, regia di Budd Boetticher (1945)
- I'll Remember April, regia di Harold Young (1945)
- Crime, Inc., regia di Lew Landers (1945)
- Circumstantial Evidence, regia di John Francis Larkin (1945)
- Swing Out, Sister, regia di Edward C. Lilley (1945)
- I'll Tell the World, regia di Leslie Goodwins (1945)
- La barriera d'oro (Nob Hill), regia di Henry Hathaway (1945)
- Man from Oklahoma, regia di Frank McDonald (1945)
- Bionda incendiaria (Incendiary Blonde), regia di George Marshall (1945)
- Ziegfeld Follies, regia collettiva (1945)
- Along the Navajo Trail, regia di Frank McDonald (1945)
- Song of the Prairie, regia di Ray Nazarro (1945)
- Shadow of Terror, regia di Lew Landers (1945)
- Onde insanguinate (Johnny Angel), regia di Edwin L. Marin (1945)
- The Windjammer, regia di Lew Landers (1945)
- Micro-Phonies, regia di Edward Bernds - cortometraggio (1945)
- Captain Tugboat Annie, regia di Phil Rosen (1945)
- Who's Guilty?, regia di Howard Bretherton e Wallace Grissell (1945)
- Gilda, regia di Charles Vidor (1946)
- Lost City of the Jungle, regia di Lewis D. Collins e Ray Taylor (1946)
- Junior Prom, regia di Arthur Dreifuss (1946)
- Il bandito senza nome (Somewhere in the Night), regia di Joseph L. Mankiewicz (1946)
- Notte e dì (Night and Day), regia di Michael Curtiz (1946)
- Trigger, il cavallo prodigio (My Pal Trigger), regia di Frank McDonald (1946)
- Big Town, regia di William C. Thomas (1946)
- Singing on the Trail, regia di Ray Nazarro (1946)
- The Crimson Ghost, regia di Fred C. Brannon e William Witney (1946)
- Notturno di sangue (Nocturne), regia di Edwin L. Marin (1946)
- Criminal Court, regia di Robert Wise (1946)
- Sioux City Sue, regia di Frank McDonald (1946)
- La magnifica bambola (Magnificent Doll), regia di Frank Borzage (1946)
- Lone Star Moonlight, regia di Ray Nazarro (1946)
- La vita è meravigliosa (It's a Wonderful Life), regia di Frank Capra (1946)
- Il segreto del medaglione (The Locket), regia di John Brahm (1946)
- Vecchia California (California), regia di John Farrow (1947)
- Hit Parade of 1947, regia di Frank McDonald (1947)
- Luna di miele perduta (Lost Honeymoon), regia di Leigh Jason (1947)
- A Likely Story, regia di Henry C. Potter (1947)
- Prairie Raiders, regia di Derwin Abrahams (1947)
- Swing the Western Way, regia di Derwin Abrahams (1947)
- Sport of Kings, regia di Robert Gordon (1947)
- Solo il cielo lo sa (Heaven Only Knows), regia di Albert S. Rogell (1947)
- The Wild Frontier, regia di Philip Ford (1947)
- The Black Widow, regia di Spencer Gordon Bennet e Fred C. Brannon (1947)
- Il giudice Timberlane (Cass Timberlane), regia di George Sidney (1947)
- Il solitario del Texas (Albuquerque), regia di Ray Enright (1948)
- Phantom Valley, regia di Ray Nazarro (1948)
- Caged Fury, regia di William Berke (1948)
- Mr. Reckless, regia di Frank McDonald (1948)
- Donne e avventurieri (Old Los Angeles), regia di Joseph Kane (1948)
- The Strawberry Roan, regia di John English (1948)
- Le quattro facce del West (Four Faces West), regia di Alfred E. Green (1948)
- Un sudista del Nord (A Southern Yankee), regia di Edward Sedgwick (1948)
- L'occhio d'oro (The Golden Eye), regia di William Beaudine (1948)
- Isn't It Romantic?, regia di Norman Z. McLeod (1948)
- Adventures of Frank and Jesse James, regia di Fred C. Brannon e Yakima Canutt (1948)
- Smoky Mountain Melody, regia di Ray Nazarro (1948)
- Suprema decisione (Command Decision), regia di Sam Wood (1948)
- I bassifondi di San Francisco (Knock on Any Door), regia di Nicholas Ray (1949)
- The Green Promise, regia di William D. Russell (1949)
- Home in San Antone, regia di Ray Nazarro (1949)
- The Gay Amigo, regia di Wallace Fox (1949)
- Vendetta sul ring (Ringside), regia di Frank McDonald (1949)
- Il grande agguato (Brimstone), regia di Joseph Kane (1949)
- Alias the Champ, regia di George Blair (1949)
- Il barone dell'Arizona (The Baron of Arizona), regia di Samuel Fuller (1950)
- The Palomino (1950)
- Frecce avvelenate (Rock Island Trail) (1950)
- Timber Fury (1950)
- Le foglie d'oro (Bright Leaf), regia di Michael Curtiz (1950)
- Snow Dog (1950)
- County Fair, regia di William Beaudine (1950)
- The Admiral Was a Lady (1950)
- A Wonderful Life (1950)
- Nessuno deve amarti (The Return of Jesse James) (1950)
- Lo spaccone vagabondo (The Fireball) (1950)
- Cherokee Uprising (1950)
- Blues Busters (1950)
- I predoni del Kansas (Kansas Raiders) (1950)
- The Blazing Sun (1950)
- Outlaws of Texas (1950)
- Yvonne la francesina (Frenchie) (1950)
- Mani insanguinate (Sierra Passage) (1950)
- Il mio bacio ti perderà (Belle Le Grand) (1951)
- Fort Savage Raiders (1951)
- Man from Sonora (1951)
- Francis alle corse (Francis Goes to the Races) (1951)
- Snake River Desperadoes (1951)
- Father Takes the Air (1951)
- L'altro uomo (Strangers on a Train), regia di Alfred Hitchcock  (1951)
- Stagecoach Driver (1951)
- Gli amori di Cristina (A Millionaire for Christy) (1951)
- Saturday's Hero (1951)
- Leave It to the Marines (1951)
- Sky High (1951)
- Northwest Territory (1951)
- The Hawk of Wild River (1952)
- Road Agent, regia di Lesley Selander (1952)
- Carabina Williams (Carbine Williams) (1952)
- Avvocato di me stesso (Young Man with Ideas) (1952)
- Red Planet Mars (1952)
- Sound Off (1952)
- Sea Tiger (1952)
- Francis all'accademia (Francis Goes to West Point) (1952)
- Yukon Gold (1952)
- Il temerario (The Lusty Men), regia di Nicholas Ray (1952)
- La morsa d'acciaio (The Steel Trap) (1952)
- Ruby fiore selvaggio (Ruby Gentry), regia di King Vidor (1952)
- Le ore sono contate (Count the Hours) (1953)
- Frustateli senza pietà (Cow Country) (1953)
- Il giustiziere (Law and Order) (1953)
- La primula rossa del Sud (The Vanquished) (1953)
- L'inferno di Yuma (Devil's Canyon) (1953)
- Notturno selvaggio (The Moonlighter) (1953)
- Walking My Baby Back Home (1953)
- Racing Blood, regia di Wesley Barry (1954)
- La morsa si chiude (Loophole) (1954)
- The Outlaw's Daughter (1954)
- The Two Gun Teacher (1954)
- Senza catene (Unchained) (1955)
- Abbott and Costello Meet the Keystone Kops (1955)
- The Big Tip Off (1955)
- Night Freight (1955)
- Sfida al tramonto (The Brass Legend) (1956)
- L'urlo del gabbiano (The Night Runner) (1957)
- Il cerchio della vendetta (Shoot-Out at Medicine Bend), regia di Richard Bare (1957)
- God Is My Partner (1957)
- Snowfire (1958)
- Il sentiero della violenza (Gunman's Walk) (1958)
- Sono un agente FBI (The FBI Story), regia di Mervyn LeRoy (1959)
- I'll Give My Life (1960)
- Psyco (Psycho), regia di Alfred Hitchcock (1960)
- Biancaneve e i tre compari (Snow White and the Three Stooges) (1961)
- Mia moglie ci prova (Critic's Choice), regia di Don Weis (1963)
- Una domenica a New York (Sunday in New York) (1963)
- Soldato sotto la pioggia (Soldier in the Rain), regia di Ralph Nelson (1963)
- L'ultimo omicidio (Once a Thief) (1965)
- Sogni perduti (Head), regia di Bob Rafelson (1968)

### Televisione
- Mio padre, il signor preside (The Stu Erwin Show) – serie TV, episodio 1x38 (1951)
- Le avventure di Gene Autry (The Gene Autry Show) – serie TV, 6 episodi (1950-1952)
- Wild Bill Hickok (Adventures of Wild Bill Hickok) – serie TV, 8 episodi (1951-1958)
- Adventures of Superman – serie TV, 2 episodi (1952-1953)
- Hopalong Cassidy – serie TV, 2 episodi (1952-1954)
- Le inchieste di Boston Blackie (Boston Blackie) – serie TV, episodio 1x20 (1952)
- Rebound – serie TV, un episodio (1952)
- Beulah – serie TV, un episodio (1952)
- Il cavaliere solitario (The Lone Ranger) – serie TV, un episodio (1952)
- Le avventure di Rex Rider (The Range Rider) – serie TV, 2 episodi (1953)
- Family Theatre – serie TV, un episodio (1953)
- Cowboy G-Men – serie TV, un episodio (1953)
- My Hero – serie TV, un episodio (1953)
- Four Star Playhouse – serie TV, 4 episodi (1954-1955)
- Annie Oakley – serie TV, 8 episodi (1954-1957)
- Roy Rogers (The Roy Rogers Show) – serie TV, un episodio (1954)
- Adventures of Falcon – serie TV, un episodio (1954)
- Le leggendarie imprese di Wyatt Earp (The Life and Legend of Wyatt Earp) – serie TV, 27 episodi (1955-1961)
- Cisco Kid (The Cisco Kid) – serie TV, 2 episodi (1955)
- The Green Mountain Boys – film TV (1955)
- Treasury Men in Action – serie TV, un episodio (1955)
- The Man Behind the Badge – serie TV, 3 episodi (1955)
- Death Valley Days – serie TV, un episodio (1955)
- La pattuglia della strada (Highway Patrol) – serie TV, 2 episodi (1956-1957)
- Papà ha ragione (Father Knows Best) – serie TV, 5 episodi (1956-1959)
- Cheyenne – serie TV, 4 episodi (1956-1962)
- The Star and the Story – serie TV, episodio 2x06 (1956)
- Le avventure di Campione (The Adventures of Champion) – serie TV, un episodio (1956)
- Sky King – serie TV, 2 episodi (1956)
- Le avventure di Rin Tin Tin (The Adventures of Rin Tin Tin) – serie TV, un episodio (1956)
- Medic – serie TV, un episodio (1956)
- Cavalcade of America – serie TV, un episodio (1956)
- I racconti del West (Zane Grey Theater) – serie TV, un episodio (1956)
- Perry Mason – serie TV, 4 episodi (1957-1965)
- The Adventures of Ozzie and Harriet – serie TV, un episodio (1957)
- You Are There – serie TV, un episodio (1957)
- Alcoa Theatre – serie TV, un episodio (1957)
- Man Without a Gun – serie TV, un episodio (1957)
- Meet McGraw – serie TV, un episodio (1957)
- Broken Arrow – serie TV, 2 episodi (1957)
- The Red Skelton Show – serie TV, 2 episodi (1958)
- Maverick – serie TV, un episodio (1958)
- How to Marry a Millionaire – serie TV, un episodio (1958)
- Trackdown – serie TV, un episodio (1958)
- Peter Gunn – serie TV, episodio 1x14 (1958)
- Shotgun Slade – serie TV, un episodio (1959)
- L'uomo ombra (The Thin Man) – serie TV, episodio 2x23 (1959)
- The Texan – serie TV, un episodio (1959)
- The Deputy – serie TV, un episodio (1960)
- Goodyear Theatre – serie TV, episodio 3x09 (1960)
- The Millionaire – serie TV, un episodio (1960)
- The Donna Reed Show – serie TV, un episodio (1960)
- Disneyland – serie TV, un episodio (1960)
- The Tall Man – serie TV, un episodio (1960)
- Io e i miei tre figli (My Three Sons) – serie TV, episodio 1x07 (1960)
- The Case of the Dangerous Robin – serie TV, un episodio (1961)
- The Dick Powell Show – serie TV, episodio 1x10 (1961)
- The New Phil Silvers Show – serie TV, un episodio (1964)
- Mamma a quattro ruote (My Mother the Car) – serie TV, un episodio (1965)
- Gunsmoke – serie TV, un episodio (1966)
- Selvaggio west (The Wild Wild West) - serie TV, episodio 1x20 (1966)
- Iron Horse – serie TV, un episodio (1967)